# Kesälahti

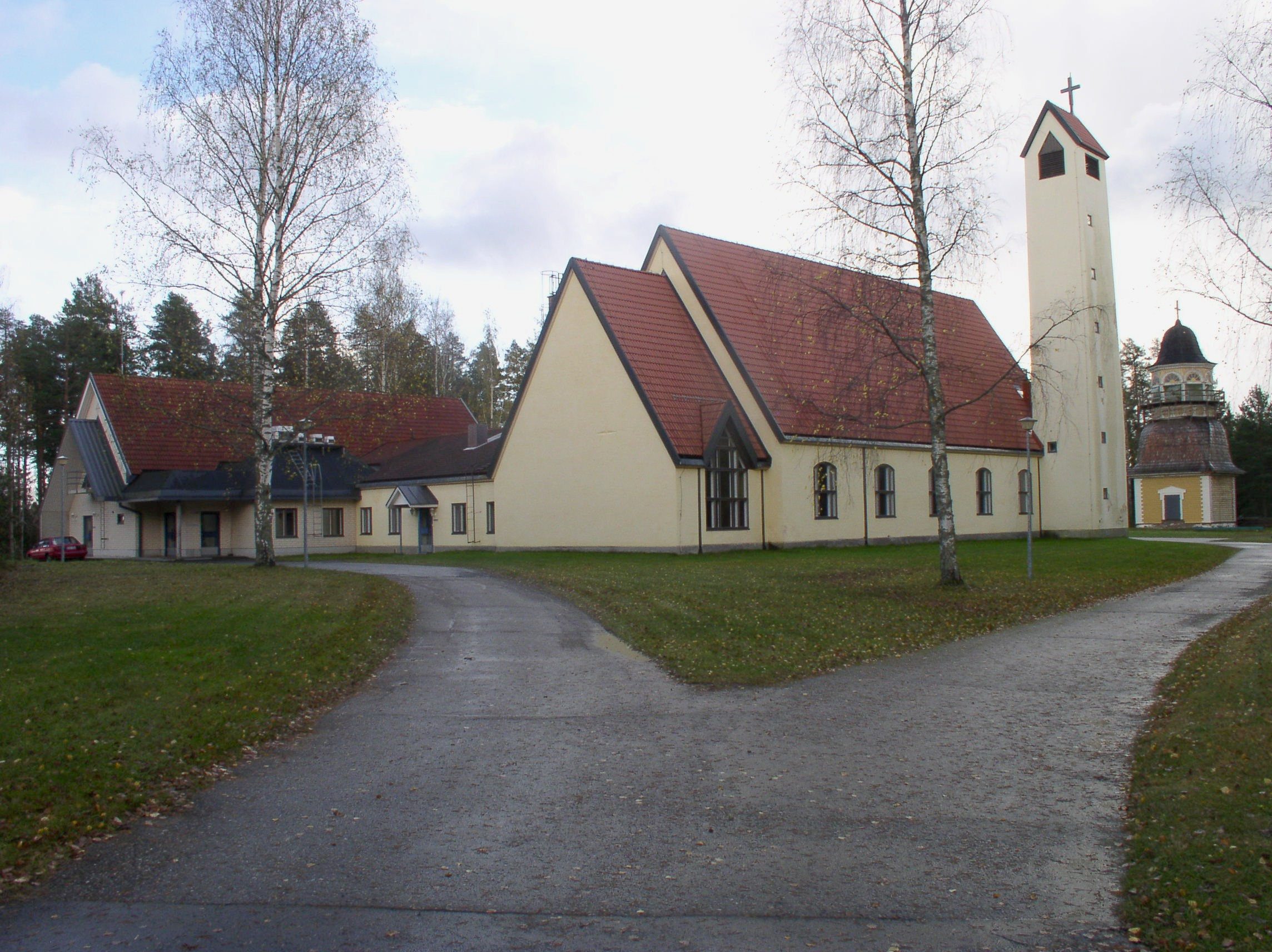
Kerk van Kesälahti

Kesälahti (Zweeds: Kesälax) is een voormalige gemeente in de Finse provincie Oost-Finland en in de Finse regio Noord-Karelië. De gemeente had een totale oppervlakte van 387 km² en telde 2785 inwoners in 2003.
De gemeente is op 1 januari 2013 bij Kitee gevoegd.